# New England Highway
Der New England Highway ist eine Fernverkehrsstraße im Südosten Australiens. Er stellt eine wichtige Verbindung zwischen Sydney, der Hauptstadt von New South Wales, und Brisbane, der Hauptstadt von Queensland, dar. Anders als der Pacific Highway auf gleicher Strecke verläuft der New England Highway im Landesinneren.

## Verlauf

### New South Wales
Heute zweigt der New England Highway in Hexham, nordöstlich von Newcastle vom Pacific Highway ab. Bereits nach 4 km erreicht er den Sydney-Newcastle Freeway (N1), der die Verbindung nach Sydney schafft. Von dort setzt er seinen Weg nach Nordwesten durch das Hunter Valley bis Muswellbrook fort und wendet sich dann nach Norden. Er überwindet die Great Dividing Range und erreicht Tamworth in den Darling Downs, einem Teil des namensgebenden New England.
Vom Tamworth aus zieht die Straße nach Nordosten, erreicht bei Armidale erneut den Kamm der Great Dividing Range und folgt diesem nach Norden. Durch Glen Innes und Tenterfield führt sie zur Grenze nach Queensland.
Der höchste Punkt im Verlauf des Highways liegt auf 1430 m, der niedrigste auf 1 m.

### Queensland
Über Stanthorpe führt der New England Highway weiter nach Norden bis Warwick. Dort kreuzt ihn der Cunningham Highway (N15 / S42), der die Verbindung nach Brisbane schafft. Der New England Highway setzt sich weiter nach Norden fort und kreuzt in Toowoomba den Warrego Highway (NA2), der ebenfalls nach Brisbane führt.
Nach weiteren 118 km erreicht die Straße in Yarraman den D’Aguilar Highway, an dem sie endet.

## Nummerierung
Von Hexham bis Warwick ist der New England Highway als Nationalstraße 15 (N15) ausgeschildert. Dort übernimmt der Cunningham Highway diese Nummer. Von dort bis zum Ende in Yarraman trägt die Straße die Nummer A3, die dann in Yarraman der D’Aguilar Highway und später der Burnett Highway übernehmen.

## Wirtschaftliche Bedeutung
Bis ins Hunter Valley ist der New England Highway die wichtigste Straßenverbindung für Anwohner und örtliche Industrie. Aufgrund des hohen Verkehrsaufkommens ist der Highway bereits teilweise zu einer mehrspurigen Schnellstraße ausgebaut und es gibt auch schon konkrete Planungen für die verbliebenen Abschnitte. Der weitere Straßenverlauf zieht größtenteils durch ländliche Gegenden und ist daher oft nur eine zweispurige Straße. Die Strecke zwischen Tamworth und Stanthorpe verläuft in höheren Lagen dem Verlauf der Great Dividing Range folgend und im Winter kommt es demzufolge auf diesem Abschnitt oft zu Frost und teils kräftigem Schneefall.